# Stawki (Białoruś)
Stawki (biał. Стаўкі; ros. Ставки) – wieś na Białorusi, w obwodzie brzeskim, w rejonie bereskim, w sielsowiecie Międzylesie.
W dwudziestoleciu międzywojennym leżały w Polsce, w województwie poleskim, w powiecie prużańskim.